# USS Coral Sea (CV-43)
El USS Coral Sea (CV-43) de la Armada de los Estados Unidos fue un portaaviones de la clase Midway. Fue el tercer barco de la Armada de los Estados Unidos en recibir el nombre de la batalla del mar del Coral. Se ganó el apodo cariñoso de «Ageless Warrior» (en español: guerrero eterno) a lo largo de su larga carrera.
Inicialmente clasificado como portaaviones con el símbolo de clasificación de casco CV-43, el contrato para construir el barco se adjudicó a Newport News Shipbuilding de Newport News, Virginia, el 14 de junio de 1943. Fue reclasificado como "portaaviones grande" con clasificación de casco símbolo CVB-43 el 15 de julio de 1943. Su quilla se colocó el 10 de julio de 1944 en Shipway 10. Fue botada el 2 de abril de 1946 patrocinada por la Sra. Thomas C. Kinkaid y comisionada el 1 de octubre de 1947 con el Capitán AP Storrs III al mando .
Antes del 8 de mayo de 1945, el portaaviones CVB-42 se conocía como USS Coral Sea; después de esa fecha, CVB-42 pasó a llamarse en honor a Franklin D. Roosevelt, el difunto presidente, y CVB-43 pasó a llamarse Coral Sea.
Coral Sea fue uno de los últimos portaaviones de la Marina de los EE. UU. en completarse con una plataforma de vuelo recta, con una plataforma de vuelo en ángulo agregada durante modernizaciones posteriores. Todos los portaaviones de la Marina de los EE. UU. De nueva construcción posteriores han tenido la cubierta en ángulo incluida como parte de la construcción del barco.

## Primero hitos

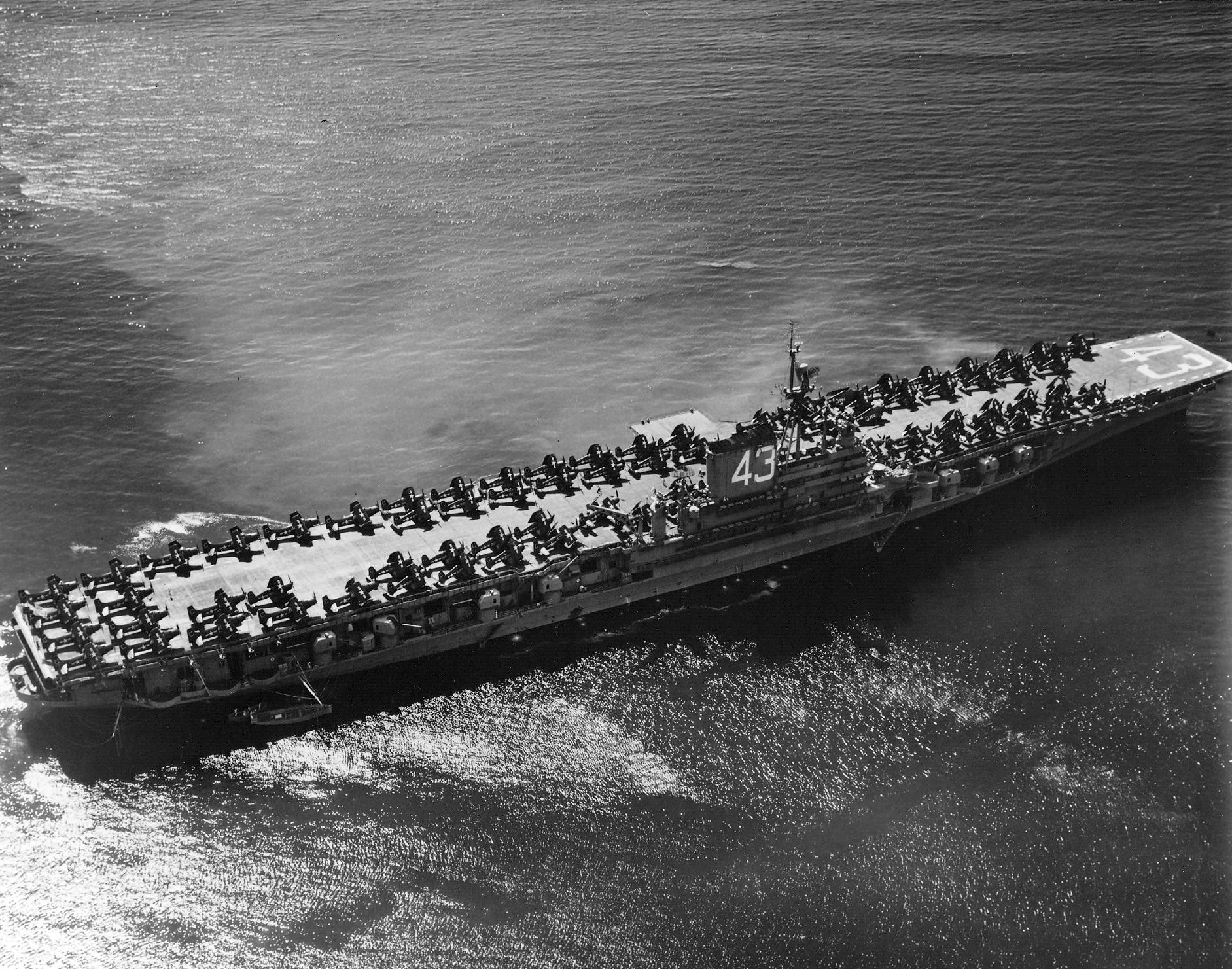
USS Coral Sea en su crucero inaugural en 1948

El barco comenzó rápidamente una serie de hitos en su carrera cuando, el 27 de abril de 1948, dos P2V-2 Neptunes, pilotados por el capitán de fragata Thomas D. Davies y el capitán de corbeta John P. Wheatley, realizaron despegues asistidos por jet (JATO) desde el portaaviones mientras navegaba. frente a Norfolk, Virginia. Este fue el primer portaaviones que lanzó aviones de este tamaño y peso. El Coral Sea zarpó de Norfolk, Virginia, el 7 de junio de 1948 para un crucero de guardiamarinas al Mediterráneo y el Caribe, y regresó a Norfolk, Virginia el 11 de agosto.
Después de un período de revisión, Coral Sea volvió a operar frente a Virginia Capes. El 7 de marzo de 1949, un P2V-3C Neptune, pilotado por el Capitán de Navío John T. Hayward, de la escuadrilla VC-5, fue lanzado desde el portaaviones con una carga de 10.000 libras de bombas ficticias. El avión voló a través del continente, dejó caer su carga en la costa oeste y regresó sin escalas para aterrizar en la Estación Aérea Naval de Patuxent River, Maryland. La misión probó el concepto de ataques con bombas atómicas desde portaaviones. Después del entrenamiento en el Caribe, Coral Sea zarpó el 3 de mayo de 1949 para su primer período de servicio en el Mediterráneo con la Sexta Flota y regresó el 28 de septiembre.

## Operaciones en la década de 1950

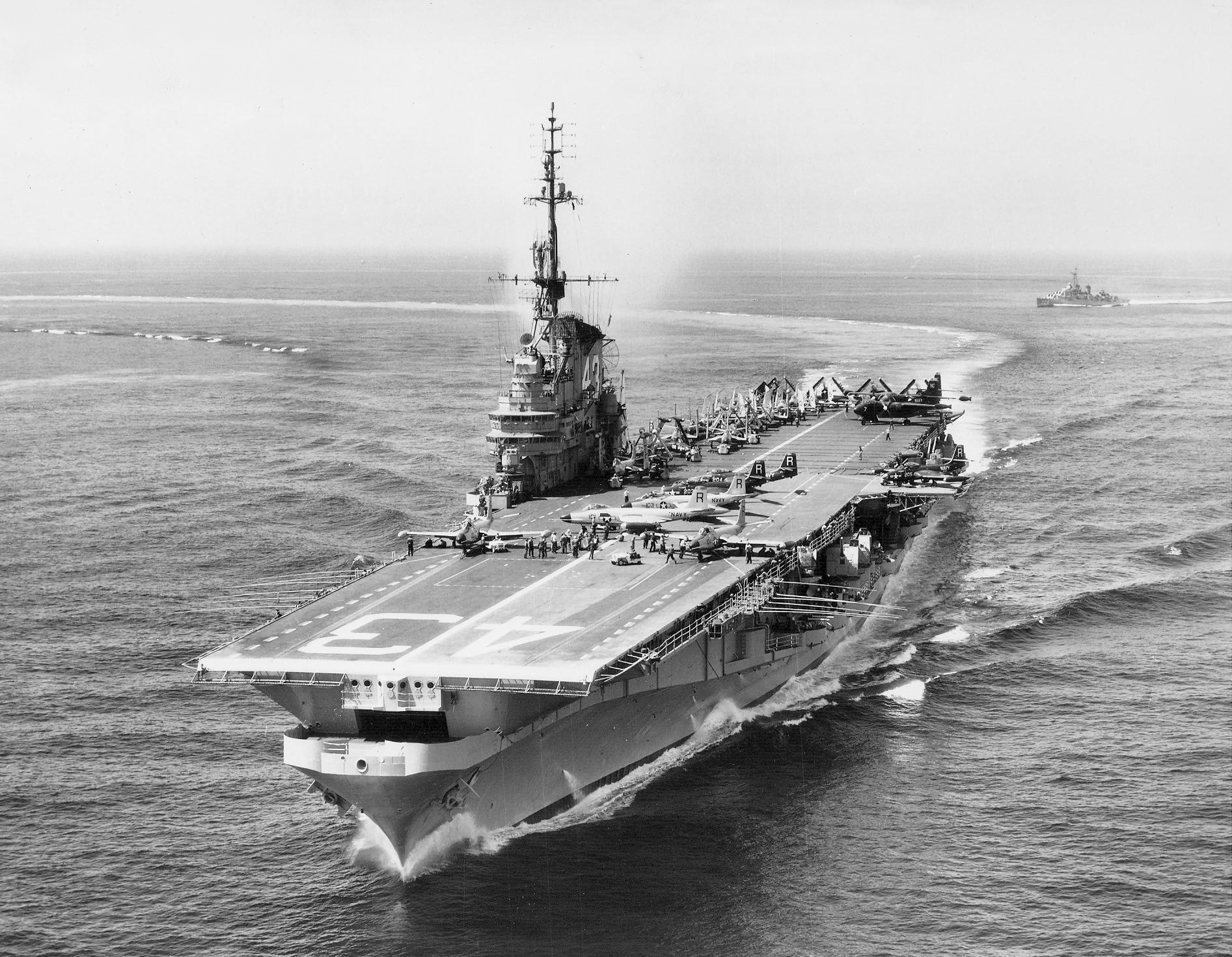
Coral Sea durante su crucero por el Mediterráneo de 1955

El 21 de abril de 1950, el capitán John T. Hayward de VC-5 realizó el primer despegue de un bombardero de ataque pesado AJ-1 Savage desde Coral Sea. El resto de los pilotos del escuadrón completó las calificaciones de portaaviones a bordo de Coral Sea en este avión el 31 de agosto, marcando la introducción de este bombardero de ataque atómico de largo alcance a las operaciones de portaaviones. En ese momento, regresó al Mediterráneo para cumplir con el servicio de la Sexta Flota del 9 de septiembre de 1950 al 1 de febrero de 1951.

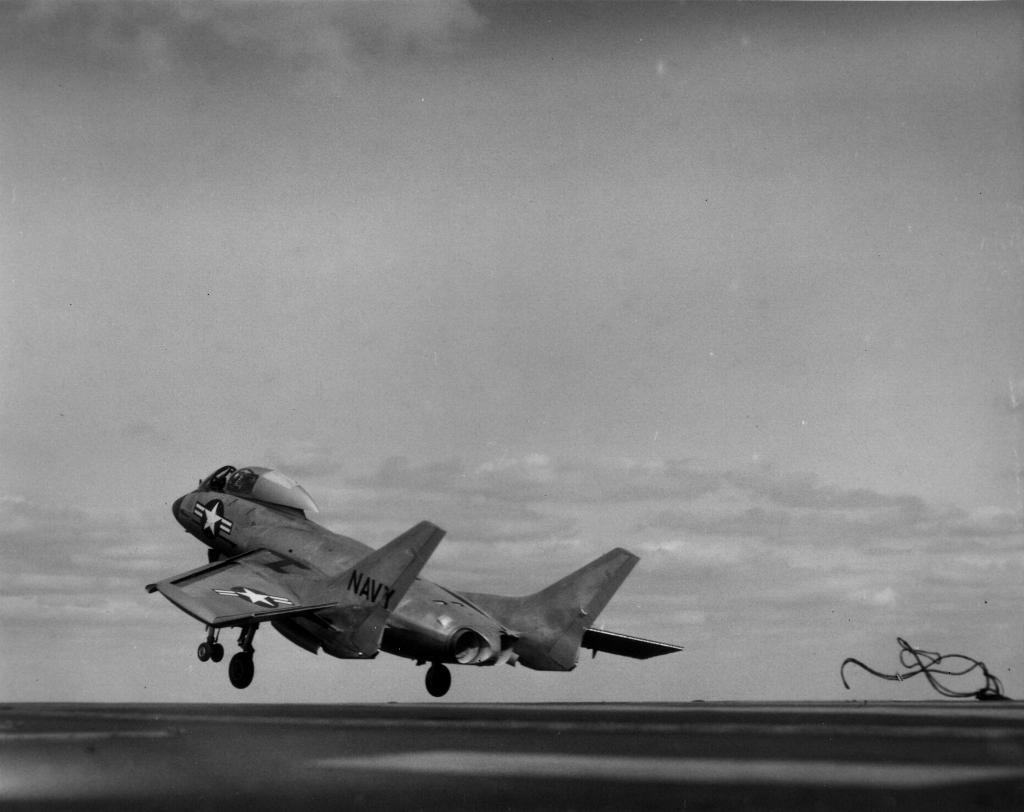
Se lanzó un F7U-3 Cutlass desde Coral Sea en 1952

Una revisión y operaciones locales a su regreso, así como entrenamiento con el Grupo Aéreo 17, la prepararon para regresar al Mediterráneo una vez más el 20 de marzo de 1951. Como buque insignia del Comandante de la División de Portaaviones 6, participó en un Ejercicio de la OTAN, Beehive I. Regresó a Norfolk, Virginia, el 6 de octubre para operaciones locales y caribeñas, y luego navegó por el Mediterráneo el 19 de abril de 1952. Mientras estaba en servicio con la Sexta Flota, visitó Yugoslavia en septiembre y llevó al mariscal Josip Broz Tito en un viaje de uno. crucero de un día para observar las operaciones del portaaviones. El barco fue reclasificado como "portaaviones de ataque" con el símbolo de clasificación de casco CVA-43 el 1 de octubre de 1952 mientras aún estaba en el mar y regresó a Norfolk, Virginia, para su revisión el 12 de octubre.
Coral Sea entrenó a pilotos en operaciones de portaaviones frente a Virginia Capes y la Estación Naval de Mayport, y en abril de 1953 el barco embarcó al Comité Judicial de la Cámara de Representantes de los Estados Unidos para un crucero de tres días. El 26 de abril, zarpó para cumplir un período de servicio en el Mediterráneo. Este crucero se destacó por una visita a España y la participación en el ejercicio Black Wave de la OTAN con el subsecretario de Defensa R. M. Kyes a bordo como observador. Al regresar a Norfolk, Virginia, el 21 de octubre, realizó pruebas para la Oficina de Aeronáutica y entrenó a miembros de la Reserva Naval en Mayport y la bahía de Guantánamo.
Coral Sea regresó al Mediterráneo del 7 de julio al 20 de diciembre de 1954, y durante esta gira recibió la visita del generalísimo español Francisco Franco cuando partía de Valencia. En su próximo período de servicio en el Mediterráneo del 23 de marzo al 29 de septiembre de 1955, hizo escala en Estambul y participó en los ejercicios de la OTAN.
Navegando desde Norfolk, Virginia el 23 de julio de 1956 hacia Mayport, Florida, para embarcar en el Carrier Air Group 10, Coral Sea continuó hacia el Mediterráneo en su próxima gira. Participó en los ejercicios de la OTAN y recibió al rey Pablo de Grecia y su consorte, Friederike Luise Thyra de Hannover a bordo como visitantes en octubre. Durante la crisis de Suez, Coral Sea evacuó a los ciudadanos estadounidenses de la zona conflictiva y permaneció al margen de Egipto hasta noviembre.
Coral Sea regresó a Norfolk, Virginia el 11 de febrero de 1957. Salió de ese puerto el 26 de febrero y visitó Santos, Brasil; Valparaíso, Chile; y Balboa, Zona del Canal, antes de llegar a Bremerton, Washington, el 15 de abril.
Coral Sea en 1960 después de su gran reconstrucción
Coral Sea fue dado de baja en el astillero naval de Puget Sound el 24 de mayo de 1957 para recibir una conversión importante (SCB 110A), que incluía una cubierta en ángulo más larga inclinada 3 grados más que las revisiones anteriores de sus barcos hermanos. Cuando los ascensores de la línea central se reubicaron en el borde de la cubierta de estribor hacia delante y hacia atrás de la isla, Coral Sea se convirtió en el primer portaaviones en montar un ascensor en el cuarto de babor que se asemejaba al diseño de cubierta más eficiente de la clase Kitty Hawk que estaba en construcción. Otras mejoras incluyeron nuevas catapultas de vapor, una proa cerrada para huracanes, ampollas en el casco y la eliminación del cinturón blindado y varias armas antiaéreas. Una vez finalizado, se volvió a poner en servicio el 25 de enero de 1960 y se reincorporó a la flota. Durante septiembre de 1960, realizó un entrenamiento con su nuevo grupo aéreo a lo largo de la costa oeste, luego navegó en septiembre para un período de servicio con la Séptima Flota en el Lejano Oriente en su primer crucero WestPac (Pacífico Occidental). Registró su aterrizaje detenido número 100.000 en octubre de 1961.

## Vietnam y operaciones desde la década de 1960 hasta principios de la de 1970
La instalación del sistema Pilot Landing Aid Television (PLAT) se completó en Coral Sea el 14 de diciembre de 1961. Fue la primera aerolínea en tener este sistema instalado para uso operativo. Diseñado para proporcionar una cinta de video de cada aterrizaje, el sistema demostró ser útil para propósitos de instrucción y en el análisis de accidentes de aterrizaje, convirtiéndolo así en una herramienta invaluable en la promoción de la seguridad. Para 1963, todos los portaaviones de ataque habían sido equipados con PLAT y se estaban realizando planes para la instalación en los CVS y en las estaciones costeras.
Coral Sea saliendo de Pearl Harbor en 1963
Tras el incidente del Golfo de Tonkin en agosto, Coral Sea partió el 7 de diciembre de 1964 para cumplir con el servicio de la Séptima Flota. El 7 de febrero de 1965, su avión, junto con los de Ranger y Hancock, llevaron a cabo la Operación Flaming Dart contra los cuarteles militares y las áreas de preparación cerca de Đồng Hới en el sector sur de Vietnam del Norte. Las redadas fueron en represalia por un ataque dañino del Viet Cong en instalaciones alrededor de Pleiku en Vietnam del Sur. El 26 de marzo, las unidades de la Séptima Flota comenzaron su participación en la Operación Rolling Thunder, un bombardeo sistemático de objetivos militares en todo Vietnam del Norte. Los pilotos de Coral Sea atacaron estaciones de radar costeras e insulares en las cercanías de Vinh. El 3 de abril, los MiG-17 de la Fuerza Aérea Popular de Vietnam atacaron aviones de Coral Sea y Hancock en el primer combate aéreo de Estados Unidos del conflicto de Vietnam. Un Coral Sea RF-8 tomó las primeras fotografías de un sitio de misiles tierra-aire de Vietnam del Norte el 5 de abril. Coral Sea permaneció en despliegue hasta que regresó a casa el 1 de noviembre de 1965.

Coral Sea hizo otro despliegue de Westpac/Vietnam del 29 de julio de 1966 al 23 de febrero de 1967.
En el verano de 1967, la ciudad de San Francisco adoptó el barco como "Propio de San Francisco". Esto puede parecer irónico dado el fuerte sentimiento antimilitarista en el Área de la bahía de San Francisco y el hecho de que esto ocurrió durante el Verano del Amor. A pesar de esto, la ciudad y el barco mantuvieron una relación formal y oficial. Sin embargo, probablemente hubo muchas ocasiones en que la tripulación no disfrutó en absoluto de las actitudes de los residentes del Área de la Bahía. El sentimiento era mutuo. En julio de 1968, antes de un despliegue en Vietnam, Coral Sea participó en las pruebas de portaaviones del nuevo interceptor propuesto por la Marina de los EE. UU., el General Dynamics-Grumman F-111B.

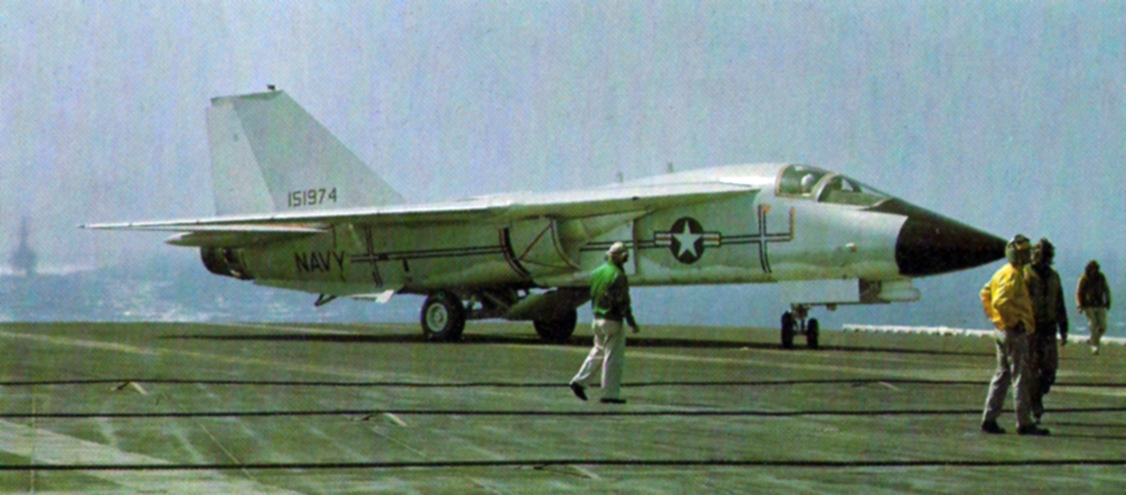
Prototipo F-111B durante las pruebas de portaaviones a bordo de Coral Sea en julio de 1968

El barco continuó realizando despliegues en WestPac/Vietnam hasta 1975: del 26 de julio de 1967 al 6 de abril de 1968; 7 de septiembre de 1968 al 15 de abril de 1969; 23 de septiembre de 1969 al 1 de julio de 1970; 12 de noviembre de 1971 al 17 de julio de 1972; 9 de marzo de 1973 al 8 de noviembre; y del 5 de diciembre de 1974 al 2 de julio de 1975. Las operaciones de los aviones de la Armada de los Estados Unidos y del Cuerpo de Marines de los Estados Unidos en Vietnam se expandieron significativamente durante abril de 1972 con un total de 4.833 salidas de la Armada en el sur y 1.250 en el norte. Coral Sea, junto con Hancock, estaba en Yankee Station cuando comenzó la Ofensiva de Pascua de Vietnam del Norte. A principios de abril se les unieron Kitty Hawk y Constellation. El 16 de abril de 1972, su avión realizó 57 incursiones en el área de Haiphong en apoyo de los ataques de la Fuerza Aérea de los EE. UU. B-52 Stratofortress en el área de almacenamiento de productos petrolíferos de Haiphong en una operación conocida como Freedom Porch.

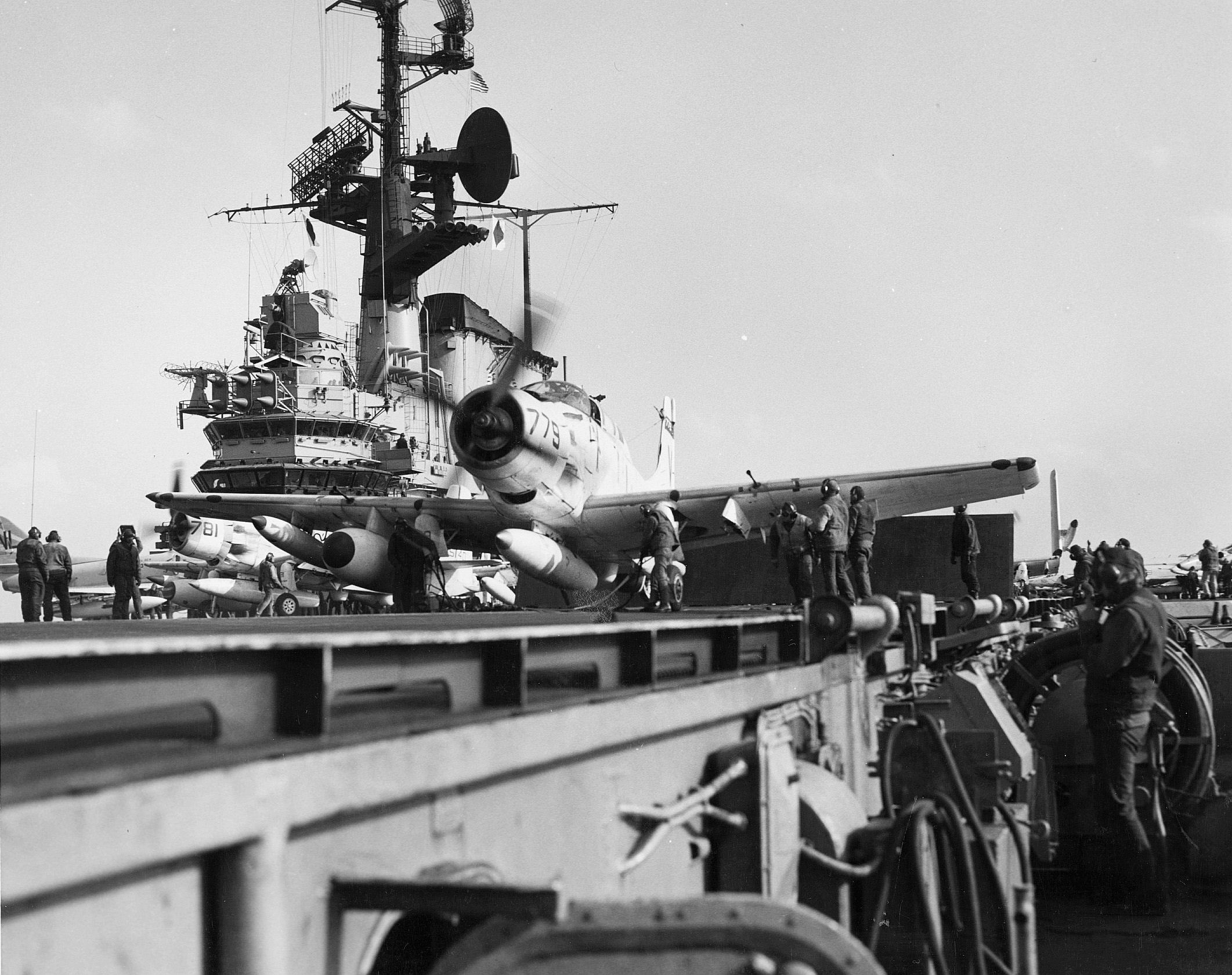
Operaciones de vuelo durante la guerra de Vietnam

Después del reacondicionamiento, desde 1970 hasta 1971, y durante el entrenamiento de actualización (REFTRA) en San Diego, Coral Sea en su viaje de regreso a Alameda se incendió en el departamento de comunicaciones. El fuego se propagó tan rápido que el capitán William H. Harris ordenó que el portaaviones se colocara cerca de la costa entre San Mateo y Santa Bárbara para abandonar el barco si no se podía controlar el fuego. Varios miembros del personal de comunicaciones quedaron atrapados y los operadores de radio Bob Bilbo y Bill Larimore sacaron a muchos compañeros de los compartimentos en llamas y llenos de humo. L/Cpl Thomas P Howard Jr. de los barcos Mar/Det recibió un "Mástil Meritorio" del Capitán Harris como resultado de su ubicación y rescate de compañeros de barco abrumados por humo tóxico en el espacio de armas de seguridad. Un OBA era la única protección respiratoria de L/Cpl Howard en ese momento.
La Operación Pocket Money, la campaña minera contra los principales puertos de Vietnam del Norte, se lanzó el 9 de mayo de 1972. Temprano esa mañana, un avión EC-121 despegó de la base aérea de Da Nang para brindar apoyo a la operación minera. Poco tiempo después, Kitty Hawk lanzó 17 salidas de artillería contra el apartadero del ferrocarril Nam Định como una táctica aérea de distracción. Sin embargo, el mal tiempo obligó a los aviones a desviarse a objetivos secundarios en Thanh y Phu Qui. Coral Sea lanzó tres aviones A-6A Intruders y seis A-7E Corsair II cargados con minas navales y un EKA-3B Skywarrior en apoyo de la operación minera dirigida contra los accesos exteriores al puerto de Haiphong. El avión minero partió de las cercanías de Coral Sea a tiempo para ejecutar la minería exactamente a las 09:00 hora local para coincidir con el anuncio público del presidente Richard M. Nixon en Washington de que se habían sembrado minas navales. El vuelo Intruder dirigido por el CAG, el comandante Roger E. Sheets, estaba compuesto por aviones del Cuerpo de Marines del VMA-224 y se dirigía al canal interior. Los Corsairs, dirigidos por el Comandante Leonard E. Giuliani y compuestos por aviones VA-94 y VA-22, fueron designados para minar el segmento exterior del canal. Cada avión llevaba cuatro minas MK52-2. El Capitán William R. Carr, USMC, el bombardero/navegador en el avión líder, estableció el azimut de ataque crítico y cronometró los lanzamientos de minas navales. La primera mina se lanzó a las 08:59 y la última del campo de 36 minas a las 09:01. Se colocaron doce minas en el puerto interior y las 24 restantes en el exterior. Todas las minas se establecieron con retrasos de armado de 72 horas, lo que permitió que los barcos mercantes tuvieran tiempo para partir o cambiar de destino de acuerdo con la advertencia pública del presidente. Fue el comienzo de una campaña minera que plantó más de 11 000 destructores de tipo MK36 y 108 minas especiales Mk 52-2 durante los siguientes ocho meses. Se considera que desempeñó un papel importante en la consecución de un eventual acuerdo de paz, sobre todo porque obstaculizó la capacidad del enemigo para seguir recibiendo suministros de guerra.

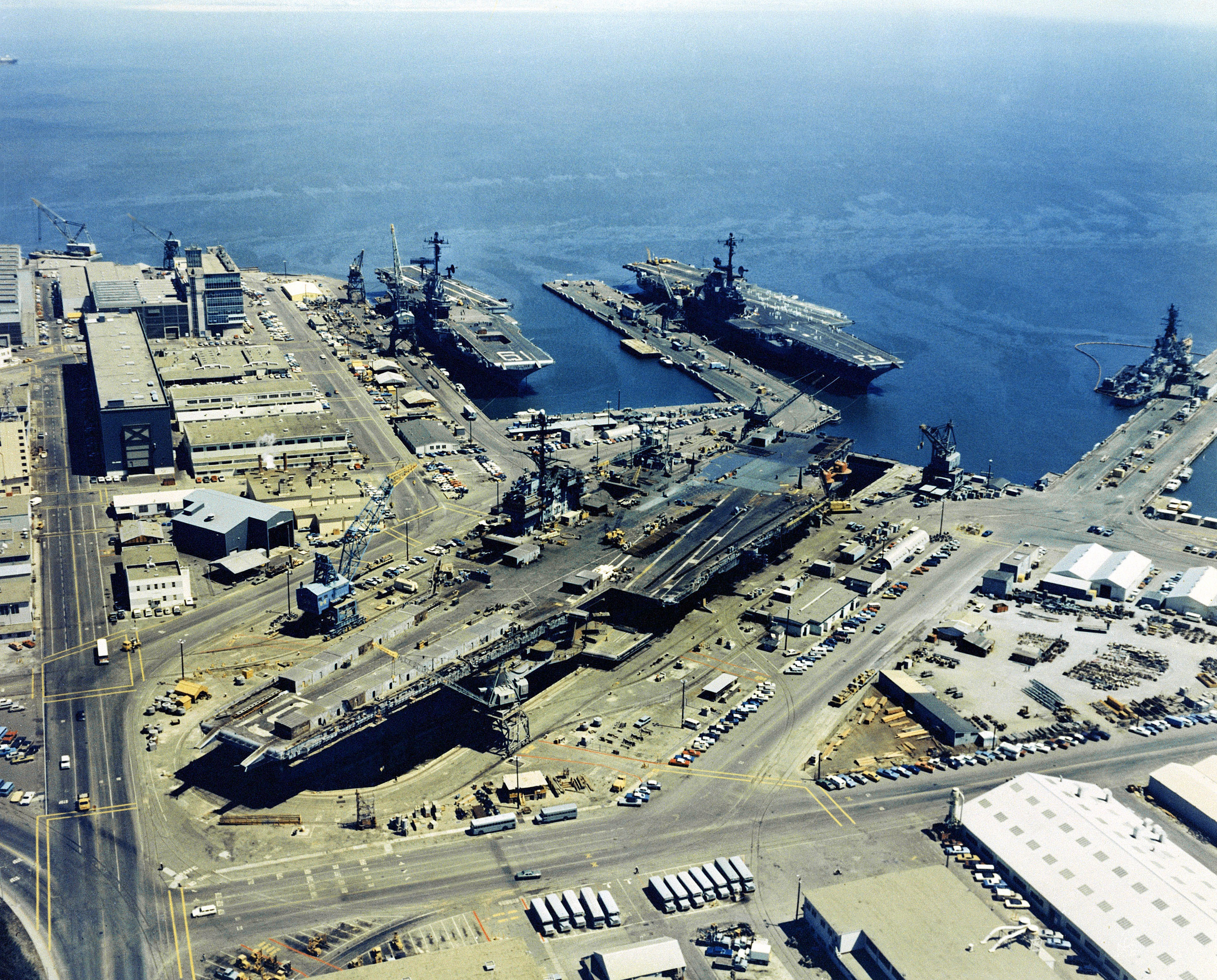
En Hunters Point NS en San Francisco en 1971 con Ranger (primer plano) y Hancock (izquierda)

## 1971: petición de los tripulantes contra la guerra de Vietnam

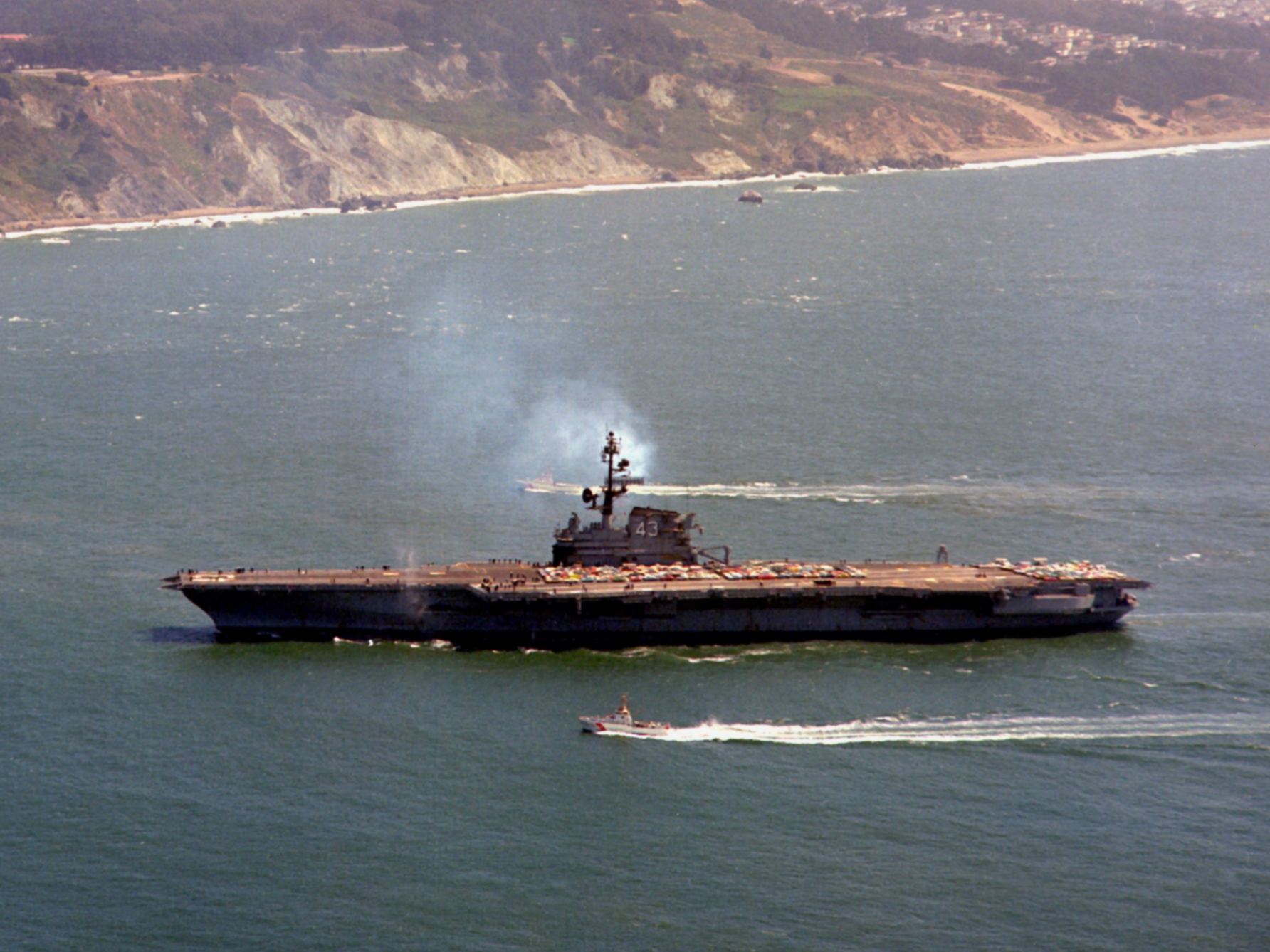
Coral Sea entrando en la bahía de San Francisco en 1971

En 1971, el descontento generalizado con la guerra de Vietnam condujo a una acción inusual por parte de al menos 1000 miembros de la tripulación que formaron la organización a bordo llamada Stop Our Ship (SOS) y firmaron una petición contra la guerra. La petición decía que los firmantes "no creen en la guerra de Vietnam" y que Coral Sea "no debería ir a Vietnam".
El 6 de noviembre de 1971, más de 300 hombres de Coral Sea marcharon en una manifestación contra la guerra en San Francisco y el 12 de noviembre de 1971, entre 600 y 1200 manifestantes se manifestaron frente a la Estación Aérea Naval Alameda para animar a los marineros a no navegar con el barco. Treinta y cinco hombres se perdieron su salida después de que el Ayuntamiento de Berkeley y 10 iglesias ofrecieran refugio. Si bien este número no es inusual para un barco de este tamaño, al menos un miembro del servicio militar buscó refugio.
La petición y las manifestaciones de los marineros de Coral Sea formaron parte de un movimiento más amplio de protestas contra la guerra de los miembros del servicio militar. A principios de 1971, unos 400 militares en Saigón firmaron una petición contra la guerra, y nueve marineros en Hawái se refugiaron en una iglesia y se perdieron la salida del Constellation. (Por el contrario, los tripulantes del Mar de Coral no querían que su protesta "fuera algo como el Constellation" y, por lo tanto, probablemente no buscaran refugio). en Kitty Hawk, Oriskany, Ticonderoga, America y Enterprise. El sabotaje en Ranger y Forrestal impidió sus salidas programadas del puerto mientras los aviadores se preocupaban cada vez más por su papel en la campaña de bombardeos y cuestionaban abiertamente la guerra".

## Acuerdos de paz de París, caída de Saigón, incidente de Mayagüez
Los Acuerdos de Paz de París, que pusieron fin a las hostilidades en Vietnam, se firmaron el 23 de enero de 1973, poniendo fin a cuatro años de conversaciones. Vietnam del Norte liberó a casi 600 prisioneros estadounidenses el 1 de abril de 1973 y las últimas tropas de combate estadounidenses partieron de Vietnam el 27 de enero de 1973. Sin embargo, la guerra no había terminado para los vietnamitas. En la primavera de 1975, el Norte avanzaba sobre el Sur. Coral Sea, Midway, Hancock, Enterprise y Okinawa respondieron el 19 de abril de 1975 a las aguas frente a Vietnam del Sur cuando Vietnam del Norte invadió dos tercios de Vietnam del Sur. Del 29 al 30 de abril de 1975, las fuerzas de la Séptima Flota llevaron a cabo la Operación Viento Frecuente. Cientos de personal estadounidense y vietnamita fueron evacuados de Saigón a los barcos de la Séptima Flota que se encuentran frente a Vũng Tàu. Vietnam del Sur se rindió al Norte el 30 de abril de 1975. Del 12 al 14 de mayo de 1975, Coral Sea participó con otras fuerzas de la Armada, la Fuerza Aérea y la Infantería de Marina en el incidente de Mayagüez, la recuperación del buque mercante estadounidense SS Mayaguez y sus 39 tripulantes, incautados ilegalmente el 12 de mayo en aguas internacionales por los Jemeres Rojos. cañoneras Ataques aéreos de protección volados desde el portaaviones contra las instalaciones navales y aéreas de la parte continental de Camboya como helicópteros de la Fuerza Aérea con 288 infantes de marina de los equipos de aterrizaje del batallón 2 y 9 se lanzaron desde U Tapao, Tailandia, y aterrizaron en la isla de Koh Tang para rescatar a la tripulación del Mayagüez y asegurar el barco. Dieciocho infantes de marina, aviadores y miembros del cuerpo de la Armada se perdieron en la acción. Por su acción, Coral Sea recibió la Mención Meritoria de Unidad el 6 de julio de 1976. Mientras tanto, había sido reclasificado como "Portaviones de usos múltiples", devolviendo al símbolo de clasificación de casco CV-43, el 30 de junio de 1975 .

## Crisis de rehenes en Irán, último crucero por el Pacífico occidental

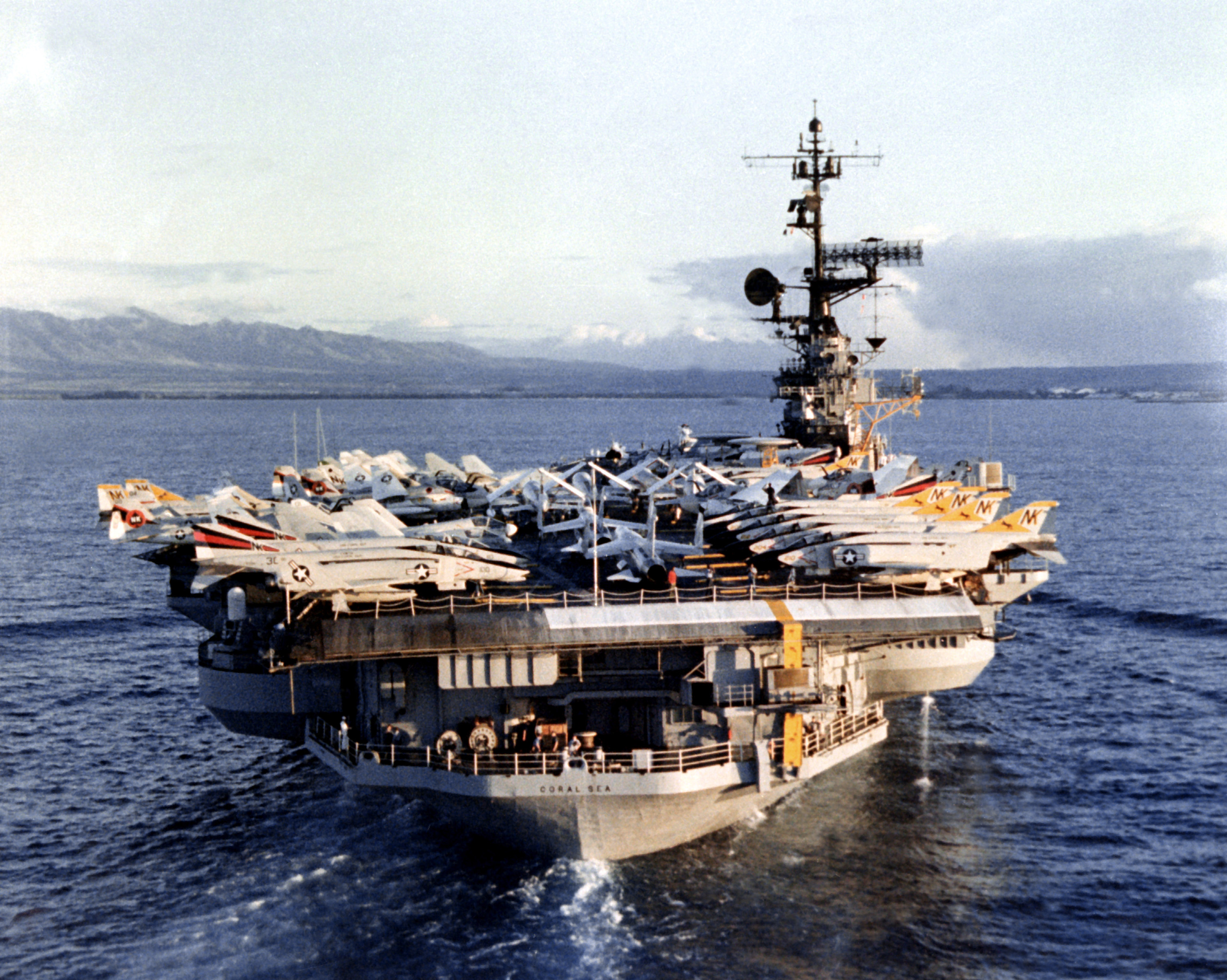
Coral Sea entrando en Pearl Harbor en 1981

El 4 de noviembre de 1979, seguidores militantes del ayatolá Jomeini (que había llegado al poder tras el derrocamiento del sah de Irán) tomaron la embajada de Estados Unidos en Teherán y tomaron como rehenes a 63 estadounidenses. Así comenzó la crisis de los rehenes en Irán. Coral Sea relevó a Midway en la parte norte del Mar Arábigo, frente a la costa de Irán, el 5 de febrero de 1980. Esta área de operaciones fue apodada Estación Gonzo por los hombres de los barcos que operaban allí, aparentemente debido a su vecindad con Irán y la suposición que la guerra con Irán era probable. Más tarde, junto con el Nimitz y otros barcos de la compañía, Coral Sea participó en la Operación Evening Light, el intento de rescate fallido y abortado del 24 de abril de 1980. (Su avión desempeñó un papel de apoyo). La tripulación del Coral Sea y otros barcos de la compañía recibió la Medalla Expedicionaria de la Marina por sus esfuerzos. Cuando el barco llegó a Subic Bay, Filipinas, para hacer una escala en el puerto el 9 de mayo de 1980, la tripulación había pasado 102 días consecutivos en el mar, principalmente frente a las costas de Irán. (La crisis de los rehenes de Irán terminó el 20 de enero de 1981 cuando Ronald Reagan sucedió a Jimmy Carter como presidente de los Estados Unidos e Irán liberó a los estadounidenses). En ese momento (1979-1981), el barco estaba comandado por el Capitán (más tarde Almirante) Richard Dunleavy, quien iba a desempeñar un papel en el escándalo Tailhook, que lo obligó a retirarse. Sin embargo, mientras estaba al mando de Coral Sea, su tripulación lo consideraba un excelente oficial al mando, que lo respetaba mucho, a pesar de que trabajaban largas y difíciles horas para él y podía ser un estricto disciplinario. El 10 de junio de 1980, Coral Sea regresó a su puerto base de Alameda. Poco después de su regreso, la prensa del Área de la bahía de San Francisco informó del robo de un conjunto de estatuas de osos dorados del barco. Estas estatuas habían sido presentadas por la ciudad de San Francisco después de que la ciudad adoptara el barco como "Propio de San Francisco". Dos marineros de Coral Sea fueron atrapados con las estatuas después de intentar venderlas, y posteriormente los marineros fueron sometidos a consejo de guerra y condenados a prisión. Todas las estatuas se recuperaron en buen estado.

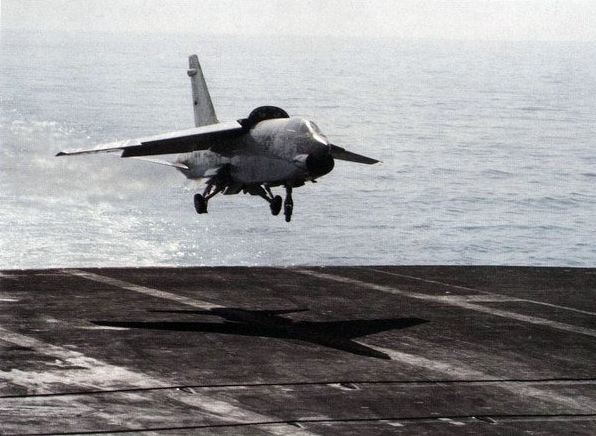
RF-8G Crusader a punto de atrapar el cable a bordo del Coral Sea durante su crucero WESTPAC en 1982

El barco se embarcó en su despliegue final en el Pacífico Occidental el 20 de agosto de 1981. Después de hacer escalas en Pearl Harbor y Subic Bay, Filipinas, operó en el Mar de China Meridional. Después de una escala en el puerto de Singapur, Coral Sea se dirigió al Océano Índico, donde relevó a América en la estación Gonzo y operó con unidades de la Royal Navy en GonzoEx 2-81 (17 a 23 de noviembre).

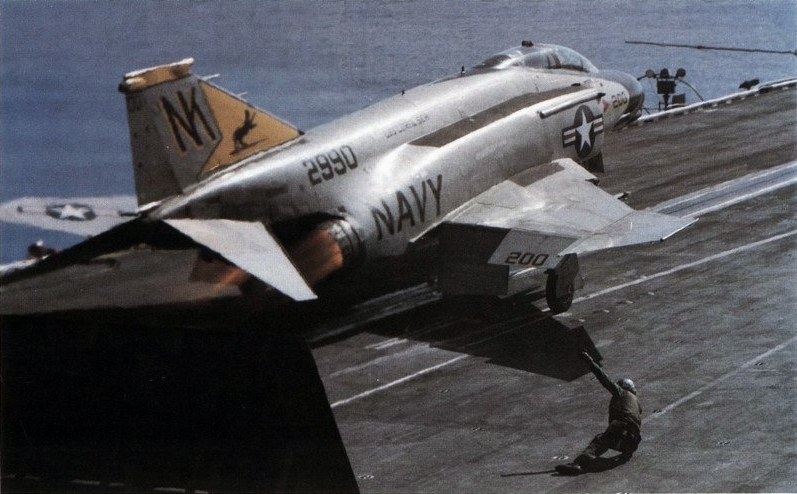
Un F-4N Phantom es catapultado desde Coral Sea durante su último crucero WESTPAC en 1982

El grupo de batalla del Mar del Coral, bajo el mando del contraalmirante Tom Brown, participó en ejercicios con la Royal Navy bajo el mando del contralmirante Sandy Woodward, que operaba con el HMS Glamorgan como su buque insignia. Durante un ejercicio, Woodward pudo maniobrar a Glamorgan a una posición en la que podría haber "hundido" Coral Sea con misiles Exocet. El resultado de este ejercicio influyó en la creencia del almirante Woodward de que los británicos debían hundir el crucero argentino General Belgrano por temor a que se produjera una situación similar entre ese barco y los portaaviones británicos Hermes e Invincible durante la guerra de las Malvinas.
Más tarde, Coral Sea participó en el ejercicio Bright Star 82, un ejercicio que involucró la defensa de Egipto y el Canal de Suez (4 a 9 de diciembre). Relevada el 17 de diciembre de 1981 por Constellation, partió de la estación Gonzo y recaló en Pattaya, Tailandia, después de 98 días consecutivos en el mar. Después de partir de Pattaya, el barco hizo escala en Subic Bay y Hong Kong. Coral Sea luego operó en el Mar de Japón antes de hacer una escala en el puerto de Sasebo, Japón. Después de partir de Japón, Coral Sea hizo otra escala en el puerto de Subic Bay, luego nuevamente en Pearl Harbor antes de navegar a California. El barco llegó a su puerto base de Alameda el 23 de marzo de 1982. Luego, Coral Sea comenzó el mantenimiento, el entrenamiento y las operaciones frente a California. A fines de julio de 1982, se desempeñó como utilería cinematográfica en la filmación de partes de la película The Right Stuff.

## Crucero por el mundo, despliegues en el Mediterráneo, últimos años

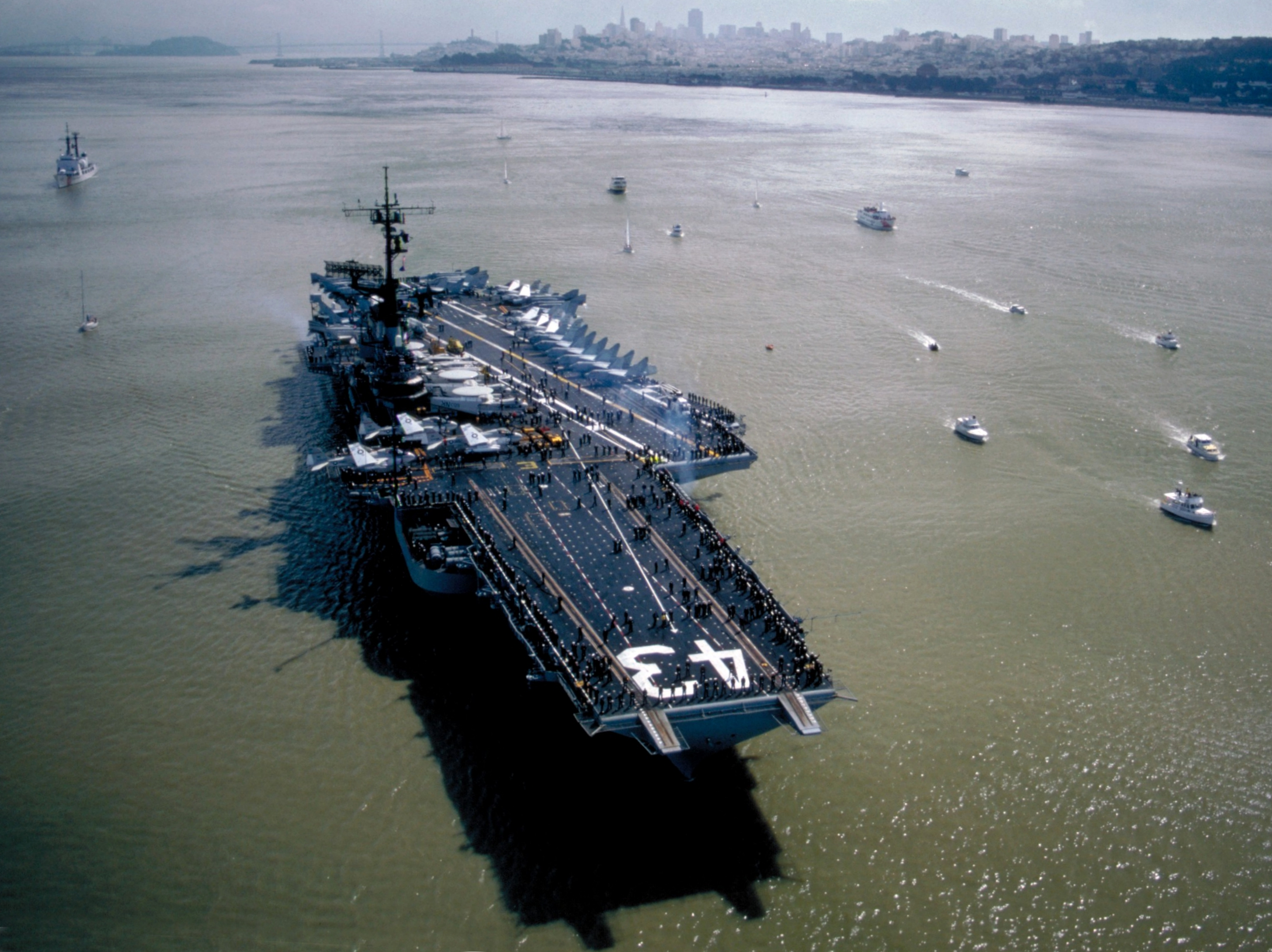
Coral Sea pasando por debajo del puente Golden Gate en marzo de 1983

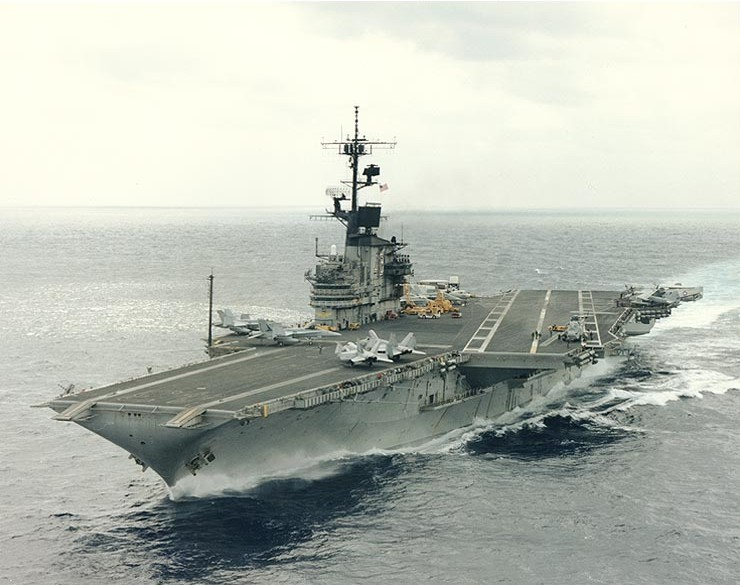
USS Coral Sea haciendo una carrera de alta velocidad en 1989

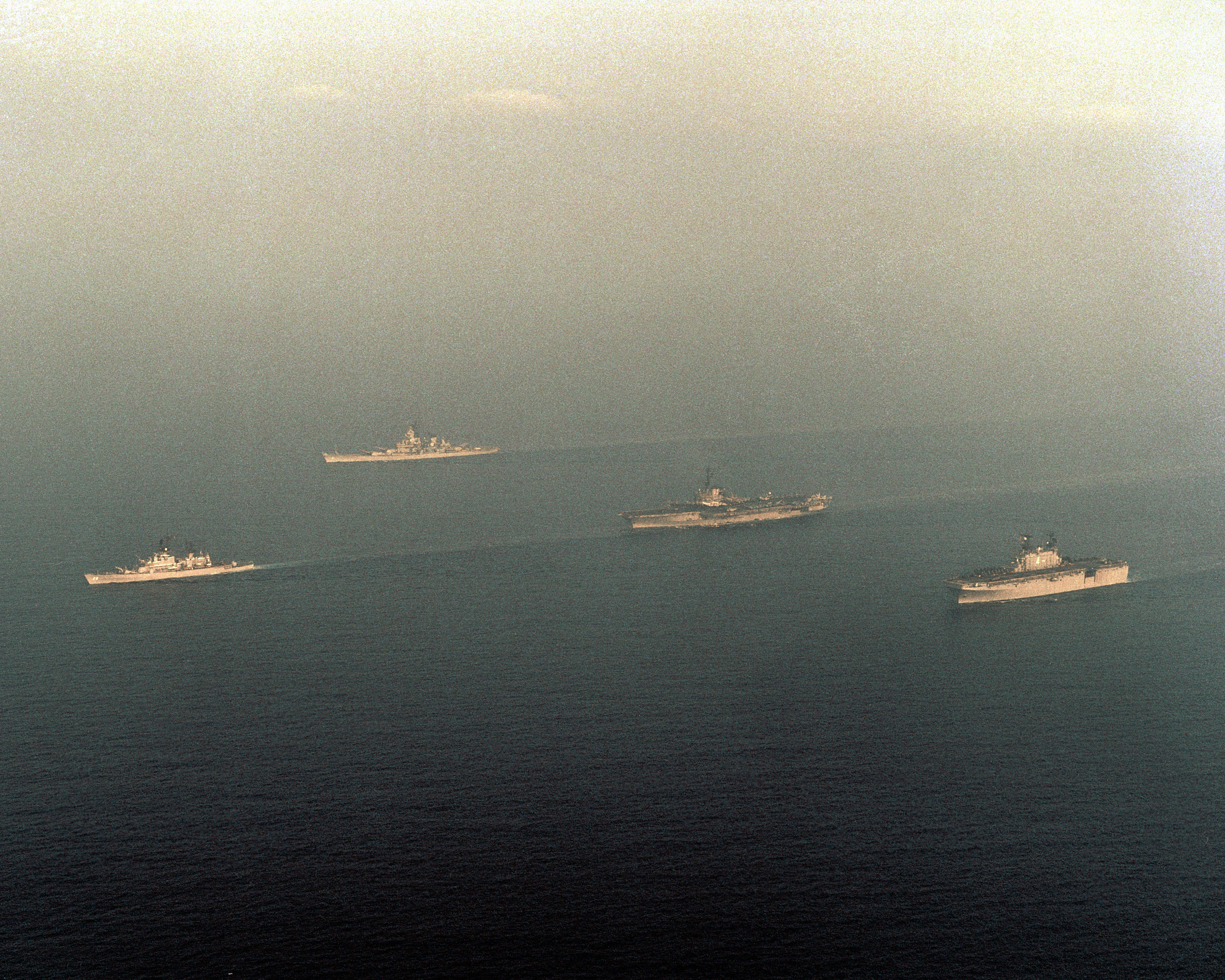
Coral Sea durante su último crucero en agosto de 1989, acompañada por Iowa, Nassau y Belknap.

El 25 de marzo de 1983, Coral Sea, después de haber sido reasignado a la Flota del Atlántico, partió de Alameda hacia su nuevo puerto base de Norfolk. La Marina envió el barco en un crucero alrededor del mundo de seis meses, con escalas en cinco países. Coral Sea fue reemplazado en la costa oeste por Carl Vinson.
USS Coral Sea viene junto con AFS para UNREP en Med 1983
El 1 de marzo de 1984, se estableció Carrier Air Wing 13. El ala haría tres despliegues a bordo del Coral Sea desde el 1 de octubre de 1985 hasta el 30 de septiembre de 1989.
El 11 de abril de 1985, mientras realizaba un entrenamiento de actualización con su ala aérea en el área de la bahía de Guantánamo, Coral Sea chocó con el buque cisterna ecuatoriano Napo y posteriormente se sometió a dos meses de reparaciones en el Astillero Naval de Norfolk en Portsmouth, Virginia. Esto dio como resultado que el patrón junto con otros 4 oficiales fueran relevados de sus funciones.
El 13 de octubre de 1985, Coral Sea regresó al Mediterráneo para su primer despliegue de la Sexta Flota desde 1957. Comandado por el Capitán Robert H. Ferguson, con el CVW-13 embarcado, también fue el primer despliegue del nuevo F/A-18 Hornet para el Mediterráneo. Los Hornets fueron asignados a VFA-131, VFA-132, VMFA-314 y VMFA-323 en Coral Sea.
El 2 de enero de 1986, EA-6B Prowlers de VAQ-135 informaron a bordo. El Estado Mayor Conjunto llamó al Escuadrón en un "Despliegue sin aviso" para aumentar el CVW-13 con Contramedidas electrónicas / Soporte de interferencia.
El 24 de marzo de 1986, las unidades de las Fuerzas Armadas de Libia dispararon misiles contra las fuerzas de la Sexta Flota que operaban en el Golfo de Sidra después de declarar las aguas internacionales como propias. Un ataque con misiles (originado en un sitio de misiles SA-5 en Sirte) contra el avión CV-43 (paquete Prowler/Hornet) que conducía un "Blue Darter" se quedó corto y cayó al Mediterráneo. Los VFA-131 F/A-18 de Coral Sea y América realizaron patrullas aéreas de combate, protegiendo a los grupos de portaaviones de los aviones libios. Los Hornets fueron llamados con frecuencia para interceptar y desafiar numerosos MiG-23, MiG-25, Su-22 y Mirage enviados por Libia para hostigar a la flota.
El 5 de abril de 1986, en respuesta a la demostración de fuerza de los EE. UU., La Belle Discothèque en Berlín Occidental, República Federal de Alemania, fue bombardeada, lo que provocó la muerte de un militar estadounidense y muchos heridos. El 15 de abril de 1986, aviones de Coral Sea y América, así como F-111F de la USAF de la RAF Lakenheath en el Reino Unido, atacaron objetivos en Libia como parte de la "Operación Cañón El Dorado". Los Hornets entraron en acción por primera vez, realizando varios ataques aéreos de barco a tierra contra las instalaciones costeras de Libia que hostigaban a la flota. Durante esta acción, los Hornets de Coral Sea atacaron y destruyeron el sitio de misiles SA-5 en Sirte que había estado "pintando" aviones estadounidenses en sus radares. Este fue el debut en combate del Hornet y, por cierto, marcó el primer uso en combate del misil antirradiación AGM-88 HARM. Los Hornets atacaron los sitios SAM con mal tiempo y en las alturas máximas de las olas. Todos regresaron sin contratiempos.
Coral Sea continuó con los despliegues en el área del Mediterráneo y el Océano Índico durante el resto de la década de 1980. En 1987, desarrolló la "configuración Coral Sea" en la que dos escuadrones de ataque a bordo usaban un programa de mantenimiento compartido, lo que ayudaba a agilizar el mantenimiento de las aeronaves. El 19 de abril de 1989, mientras operaba en el Caribe, el barco respondió a una llamada de auxilio del acorazado Iowa, debido a una explosión en su torreta número dos en la que murieron 47 tripulantes. El equipo de eliminación de artefactos explosivos de Coral Sea retiró las cargas de pólvora volátil de los cañones de 406 mm (16 pulgadas) del barco. Coral Sea también envió un equipo quirúrgico y suministros médicos. La evacuación médica y el apoyo logístico a Iowa fueron proporcionados por el escuadrón de helicópteros desplegado HS-17 (Neptune's Raiders) de Coral Sea que volaba el Sikorsky SH-3H, junto con el VC-8 que volaba el avión Sikorsky SH-3G desde la Estación Naval Roosevelt Roads, Puerto Rico. Regresó a Norfolk por última vez el 30 de septiembre de 1989.

## Desmantelamiento y desguace

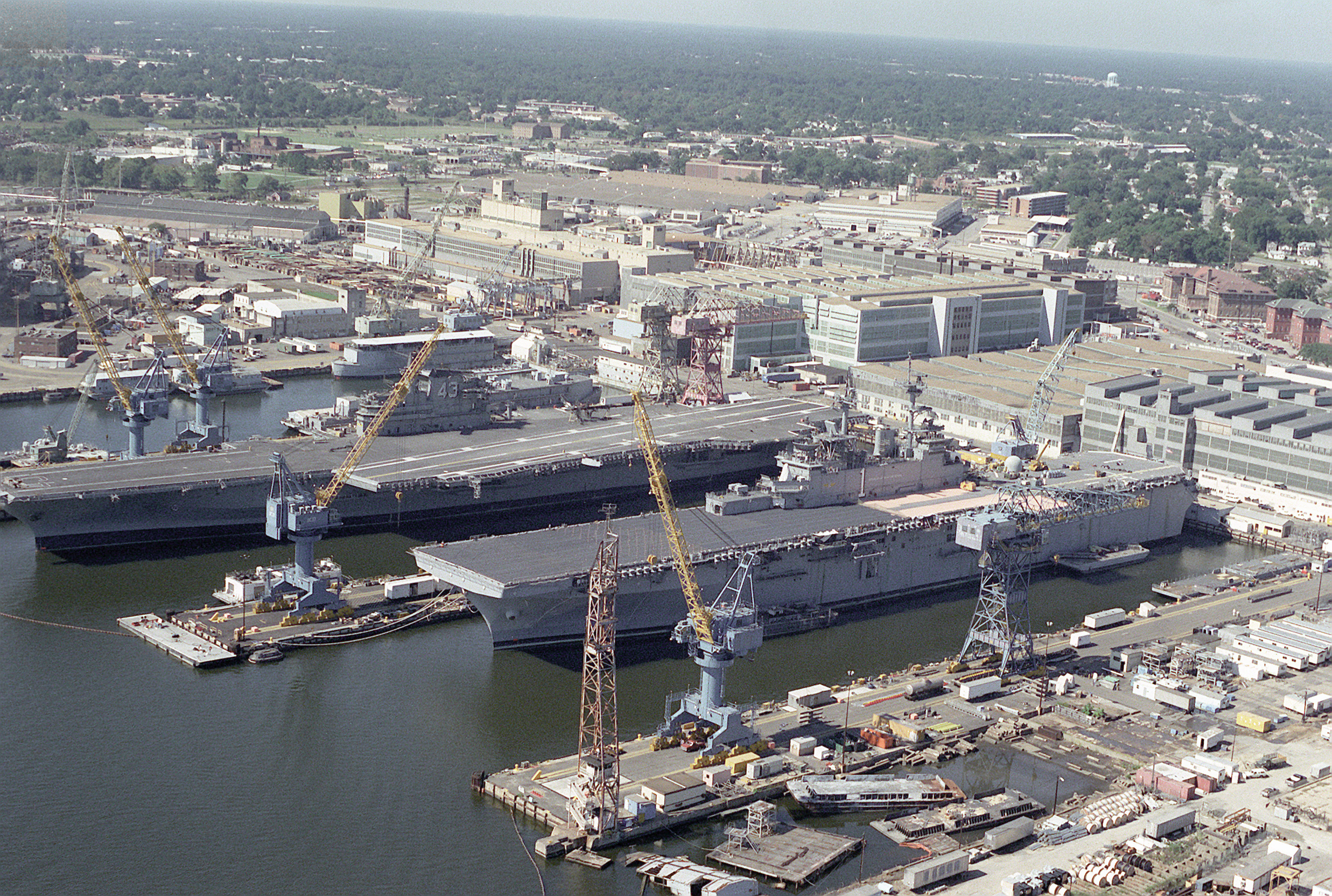
Coral Sea amarrado en el Astillero Naval de Norfolk en septiembre de 1990 junto al buque de asalto USS Wasp recién comisionado

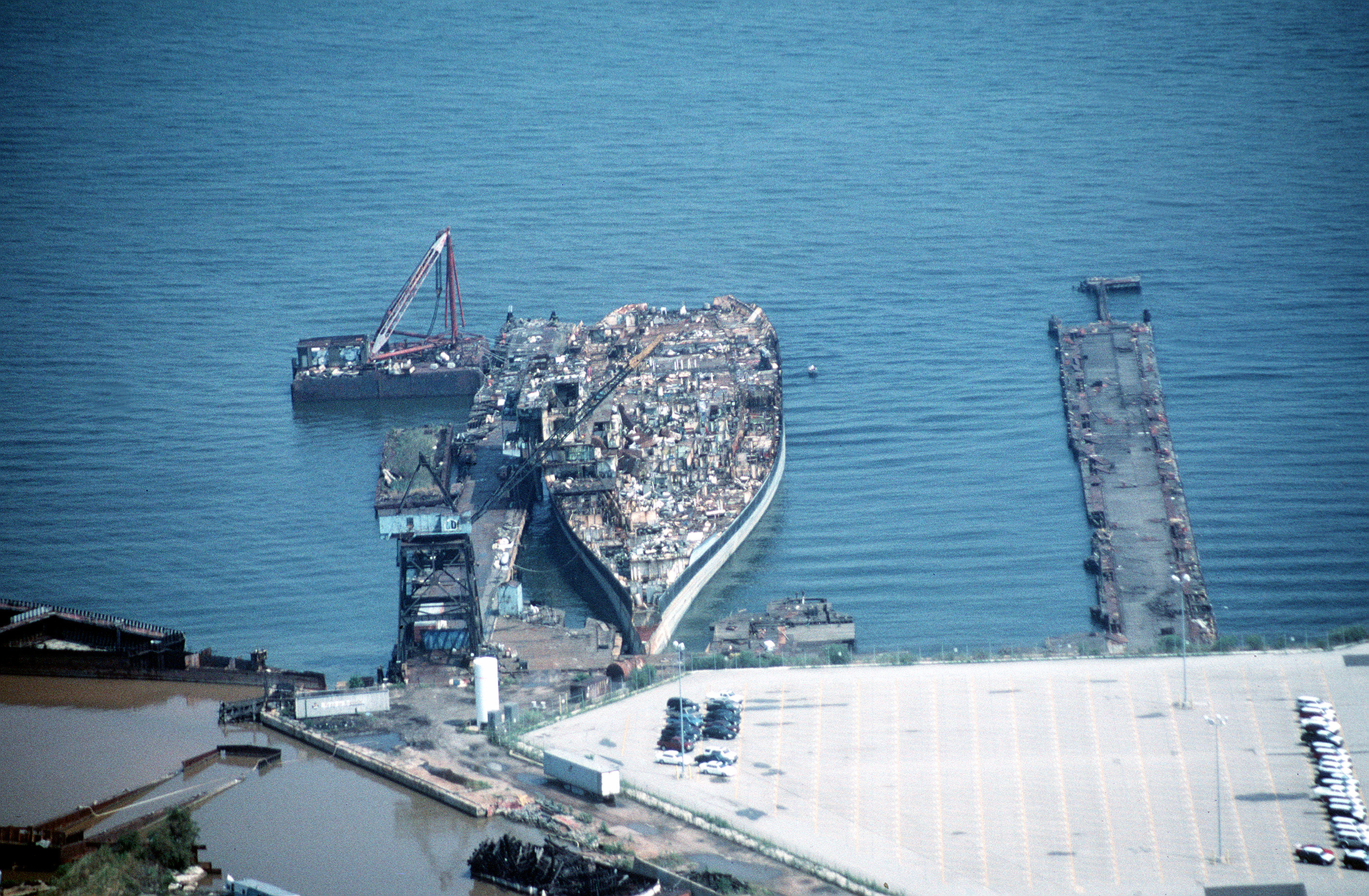
Desguace de Coral Sea en 1997

Después de casi 43 años de servicio, el Coral Sea fue dado de baja el 26 de abril de 1990. Fue eliminada del Registro de Buques Navales dos días después. El 7 de mayo de 1993, el Servicio de Reutilización y Comercialización de Defensa (DRMS) la vendió como chatarra, menos sus dispositivos electrónicos, armas y otros equipos utilizables, a Seawitch Salvage de Baltimore. El desguace se retrasó por numerosos problemas financieros, legales y ambientales. Una serie de artículos del Baltimore Sun sobre los problemas relacionados con el desguace del Coral Sea y otros buques de la marina le valieron el Premio Pulitzer de Reportajes de Investigación en 1998. Con casi 70 000 toneladas, Coral Sea fue el buque más grande jamás desguazado hasta esa fecha. La empresa intentó vender el casco a China para su desguace, pero la Marina bloqueó la venta en los tribunales.[cita requerida] El desguace continuó de vez en cuando durante varios años hasta que finalmente se completó el 8 de septiembre de 2000.
Una de sus anclas está ahora en exhibición en el Monumento a la Batalla del Mar de Coral, Townsville, Australia. Fue presentado al monumento el 8 de mayo de 1992 por el Comandante de la Séptima Flota y ex oficial al mando de Coral Sea, el Vicealmirante Stanley R. Arthur.

## Biografía
- Doa, Tom (1996). «Question 25/93: USN/USCG Collisions with Merchant Vessels». Warship International XXXIII (3): 319. ISSN 0043-0374.
- Este artículo incluye texto tomado o traducido del Dictionary of American Naval Fighting Ships (DANFS), una obra del Comando de Historia y Patrimonio Naval (Naval History and Heritage Command) de la Armada de los Estados Unidos, que por ser parte del gobierno federal de los Estados Unidos está en el dominio público.
- This article includes information collected from United States Naval Aviation, 1910–1995, public domain documents published by the Naval Historical Center and from http://www.usscoralsea.net/

- Datos: Q1663013
- Multimedia: USS Coral Sea (CV-43) / Q1663013